# 6793 Плаццоло
6793 Плаццоло (6793 Palazzolo) — астероїд головного поясу, відкритий 30 грудня 1991 року.
Тіссеранів параметр щодо Юпітера — 3,355.
Названо на честь міста Палаццоло-сулл'Ольйо (італ. Palazzolo sull'Oglio) — муніципалітету в Італії, у регіоні Ломбардія, (провінція Брешія).